# بروس جانستون
بروس جانستون (انگلیسی: Bruce Johnston؛ زادهٔ ۲۷ ژوئن ۱۹۴۲) یک خواننده، نوازنده، نویسنده و تهیه‌کننده موسیقی اهل ایالات متحده آمریکا است.